# Szelcse
Szelcse (1877-ig Szelecz, szlovákul: Selce) község Szlovákiában, a Besztercebányai kerületben, a Besztercebányai járásban.

## Fekvése
Besztercebányától 6 km-re északkeletre fekszik.

## Története
Területén már a bronzkorban éltek emberek, a lausitzi és a puhói kultúra települése állt itt, de találtak római kori emlékeket is a 3. századból. Határában a vaskorban az i. e. 750 és 450 közötti időben, a hallstatti kultúra idején földvárat építettek, melyet a laténi kultúra népe is használt.
A mai települést és plébániáját az 1332 és 1337 között kelt pápai tizedjegyzék említi először „Omnes Sancti de Zolio” alakban. 1340-ben „Selcze”, 1406-ban „Zelcze” néven említik az írott források. A Szeleczky család ősi birtoka, részben a zólyomlipcsei váruradalomhoz tartozott.
A 18. század végén Vályi András így ír róla: „SZELECZ. Tót falu Zólyom Várm. földes Ura a’ Liptsei Bányászi Kamara, lakosai katolikusok, fekszik Besztertze Bányához 3 fert. mértföldnyire; határjának 1/3 része hegyes, és köves, a’ többi jobb termékenységű; fája, legelője elég van, piatza közel.”
1828-ban 101 házában 766 lakos élt, akik főként mezőgazdasággal és fuvarozással foglalkoztak.
Fényes Elek 1851-ben kiadott geográfiai szótárában így ír a faluról: „Szelecz, tót falu, Zólyom vmegyében, dombon, keskeny de regényes völgybe szoritva; ut. postája Beszterczebánya. Határa 4005 hold 1200 négyszögöl; ebből belsőség 48 hold, szántóföld 1067 h., rét 627 h., legelő 637 h., erdő 99 h., dubravai erdők 215 h., Dubrava hegy kiterjedése 441 hold 341 négyszögöl. Urbériség 18 1/2 telek, allodialis föld 70 hold. Agyagos, kavicsos, dombos határa főleg zabot terem, rozsot és árpát kevesebb sikerrel. Lakja 720 kath., 76 evang., kath. paroch. templommal, egy curialis kastélylyal, melly ezelőtt Szeleczky családé volt, s már romladozó félben van. Van két patakja, s az egyik 2 malmot hajt. Birja a kir. kincstár, s a zólyom-lipcsei urad. tartozik.”
A trianoni diktátumig területe Zólyom vármegye Besztercebányai járásához tartozott.
A második világháborúban a település súlyos károkat szenvedett a bombázások következtében.

## Népessége
| Év:            | 1994. | 2004.   | 2014.   | 2024.   |
| -------------- | ----- | ------- | ------- | ------- |
| Emberek száma: | 1987  | 2049    | 2161    | 2100    |
| Eltérés:       |       | +3,12 % | +5,46 % | -2,82 % |

| Év:            | 2023. | 2024.   |
| -------------- | ----- | ------- |
| Emberek száma: | 2117  | 2100    |
| Eltérés:       |       | -0,80 % |

1910-ben 1035, túlnyomórészt szlovák lakosa volt.
2001-ben 2010 lakosából 1977 szlovák volt.
2011-ben 2176 lakosából 2099 szlovák.

## Neves személyek
- Itt született Caban András (Czaban András, 1813-1860) plébános.

## Nevezetességei
- A határában emelkedő 780 m magas hegyen vaskori földvár maradványai találhatók.
- Szent Cirill és Metód tiszteletére szentelt római katolikus temploma a 14. század első felében épült gótikus stílusban, a 16. század első felében és 1946-ban átépítették. A község honlapja szerint a templomot 1222-ben Dancs mester zólyomi ispán építtette, de feltételezhető, hogy elődje még a Szent István király által elrendelt építendő templomok egyike. Eredetileg a Mindenszentek tiszteletére volt szentelve.

## Külső hivatkozások
- Hivatalos oldal
- E-obce.sk Archiválva 2008. szeptember 16-i dátummal a Wayback Machine-ben
- Községinfó
- Szelcse Szlovákia térképén